# Henrikas Šiaudinis
Henrikas Šiaudinis (* 1. November 1955 in Nevaišiai bei Ignalina) ist ein litauischer Landwirtschaftsmanager und Politiker, seit 2014 Bürgermeister der Rajongemeinde Ignalina.

## Leben
Von 1962 bis 1966 absolvierte er die Grundschule Nevaišiai. Von 1966 bis 1970 lernte er in der 8-jährigen Schule Ceikiniai (jetzt Kipras-Petrauskas-Schule). Nach dem Abitur 1973 an der 1. Mittelschule Ignalina (jetzt Česlovas-Kudaba-Schule) absolvierte er 1978 das Diplomstudium der Agronomie an der Lietuvos žemės ūkio akademija.
Von 1978 bis 1985 arbeitete er als Agronom. Von 1985 bis 1995 leitete er den Kolchos „Naujas gyvenimas“ und danach die Agrargesellschaft žemės ūkio bendrovė „Naujas gyvenimas“. Von 1990 bis 1995 war er Deputat im Rajonrat Ignalina. Ab 1995 war er stellvertretender Bürgermeister von Ignalina. Seit Juni 2014 ist er Bürgermeister.
Er ist Mitglied der Partei Lietuvos valstiečių liaudininkų partija, Leiter der Abteilung Ignalina.
Er ist verheiratet. Mit Frau Rimutė hat er die Tochter Monika und den Sohn Ignas.